# Diecezja Minna
Diecezja Minna – diecezja rzymskokatolicka  w Nigerii. Powstała w 1964 jako prefektura apostolska. Diecezja od 1973.

## Biskupi ordynariusze
- Biskupi ordynariusze
  - Bp Martin Uzoukwu (od 1996)
  - Bp Christopher Shaman Abba (1973 – 1996)
- Prefekci apostolsscy
  - Bp Edmund Joseph Fitzgibbon, S.P.S. (1964 – 1973)